# Pipizella mesasiatica
Pipizella mesasiatica är en tvåvingeart som beskrevs av Stackelberg 1952. Pipizella mesasiatica ingår i släktet rotlusblomflugor, och familjen blomflugor.
Artens utbredningsområde är Tadzjikistan. Inga underarter finns listade i Catalogue of Life.